# 못테케! 세라후쿠
《못테케! 세라후쿠》(일본어: もってけ!セーラーふく, 가져가! 세일러복)는 2007년 5월 23일에 란티스에서 발매된 TV 애니메이션 《러키☆스타》의 오프닝 테마 싱글 CD다.
덧붙여 같은 작품의 표제곡 〈못테케! 세라후쿠〉 리믹스 싱글 《못테케! 세라후쿠 Re-Mix001〜7 burning Remixers〜》, 《러키☆스타Re-Mix002〜『ラキスタノキワミ、アッー』【してやんよ】〜》에 대해서도 여기서 서술한다.

## 개요
제작진에는 하타 아키, 고사키 사토루, nishi-ken의 3사람이 기용되었다. 덧붙여 코우사키 사토루가 란티스에 발매중인 싱글의 표제곡을 담당하는 것은 이번 작이 처음이다(지난 해에 《스즈미야 하루히의 혼합》의 작곡을 담당했지만, 이 작품은 트리플 A면사양으로, 정확한 표제곡이 존재하지 않는다). 또한, nishi-ken도, 이번 작이 란티스에 처음으로 제공한 작품이 되었다. 덧붙여 2008년 3월 5일 발매한 《하맛테 사봇테 오 마이 갓!》도 제작진의 구성이 이번 작과 동일하다.
노래는 메인 캐릭터 4명의 애니메이션판 성우인 히라노 아야, 카토 에미리, 후쿠하라 카오리, 엔도 아야가 맡았다.
오리콘 주간 차트에서는 초동 6.6만 장이 판매돼 첫 등장 2위를 기록하였다. 거기에 2007년 7월 10일에, 일본 레코드 협회에서 2007년 6월분 '골드 인정 작품(누계10만 장 이상 출하)'으로 발표하며, 이후에도 판매를 거듭하여, 오리콘 연간 차트에서는 16.2만 장으로 40위에 올랐다. 이것은 성우작품 · 캐릭터 명의의 작품으로 한정했을 때 월등히 연간 1위의 숫자이다. 또한 히라노 아야는 2006년에도 《하레하레 유카이》로 1위(종합 104위)를 획득하였기 때문에, 2년 연속으로 참가 작품이 1위가 되었다. 또, 판매원인 란티스에 의하면, 2008년 2월 시점에서 본작의 출하매수는 20만 매를 돌파했다.
이 작품의 히트 요인 중 하나로, 제12회 애니메이션 고베상 주제가상에 본작을 선출한 애니메이션 고베는 "이 곡이 붐을 일으킨 배경은 곡 자체의 힘뿐만이 아니라 카도카와 쇼텐과 교토 애니메이션의 공이 매우 크다. 카도카와 쇼텐의 제작 능력과 교토 애니메이션의 제작 능력, 그리고 란티스의 음악 제작 능력의 3 가지가 합쳐져 태어난 곡이다."라고 분석하고 있다. 또한 《러키☆스타》의 음악 프로듀서인 사이토 시게루는 "《러키☆스타》에 관련된 사람 전원의 장난기가 좋은 형태로 폭발했다고 생각합니다."라고 말했다.
위와 같이 높은 매상을 기록한 것을 계기로, 음악 프로그램이나 정보 프로그램으로의 랭킹 소개에서도 종종 등장했지만, 가수명이 길기 때문에, 본작이 순위에 등장했을 때, 《뮤직 스테이션》에는 '러키☆스타 4인조', 《HEY!HEY!HEY!Music champ》에서는 '러키☆스타의 4사람', 《라지카롯》에는 '이즈미 코나타 외' 등, 각각 생략해서 소개되는 경우가 많았다. 또, 영상에는 《러키☆스타》의 오프닝 애니메이션이 주로 사용되었다.
이번 작이 텔레비전 애니메이션판 《러키☆스타》의 관련 CD로는 가장 빨리 발매되어 본작 이후의 여섯 작품이 톱 10 위를 하는 등 히트작을 낳았지만, 사이토는 "〈못테케! 세라후쿠〉과 〈카에시테! 니 삭스〉로, 《러키☆스타》의 음악세계가 굳어졌다고 해도 과언은 아니다."라고 말하였다.

## 수록곡
1. もってけ!セーラーふく 못테케!세라후쿠[*] (가져가! 세일러복)
작사 : 하타 아키, 작곡·편곡 : 고사키 사토루
  - TV 애니메이션 『럭키☆스타』오프닝 테마.
2. かえして!ニーソックス 카에시테!니솟쿠스[*] (돌려줘! 니 삭스)
작사: 하타 아키, 작곡·편곡 : nishi-ken
3. もってけ!セーラーふく （off vocal）
4. かえして!ニーソックス （off vocal）

## 곡해설
もってけ!セーラーふく 못테케!세라후쿠[*]
(작사：하타 아키 작곡 · 편곡：고사키 사토루)
TV 애니메이션 《러키☆스타》오프닝 테마.
처음에 '랩 조'에 'BPM150', '흔히 있지 않은 곡'이라는 요청이 있어서, 고사키 사토루가 그것을 기본으로 곡을 만들고, 임시로 적당하게 스캣(Scat)을 넣은 상태의 데모 테이프를 하타 아키에게 제출한 후, 하타 아키가 그 리듬과 인터네이션을 참작하면서 개량한다는 순서로 제작되었다. 실제 노래 삽입은 애니메이션 본편의 애프터레코딩에 앞서서 이루어졌기 때문에, 각 캐스트진은 이 곡을 처음으로 각각의 캐릭터를 연기하면서 노래하는 것이 되었다. 
덧붙여 이 곡에 대해 사이토 시게루는, '곡도 굉장하고, 가사도 장절', '기적의 1곡'이라고 칭찬하고 있으며, 고사키 사토루 자신도 '(흔히 있지 않은 곡의 요청에 응하는) 어디에도 없는, 들은 적도 없는 곡이 만들어졌다'라고 말했다. 
치어 댄스풍의 안무가 존재하며, 애니메이션의 오프닝 영상에서는 댄스는 클라이막스 부분밖에 없었지만, 최종화에서 그 댄스가 코나타 일행의 학원제 상연물인 것이 드러나면서, 풀 버전이 공개되었다. 이 치어댄스는 이후 2009년 3월에 열린 『럭키☆스타 in 부도켄』에서출연성우진들이 재연하였다. 또한 이 풀버전에서는, TV사이즈에서는 편집된 간주 파트에만 TB-303가 피쳐링이 되고 있는 등, 사운드 프로덕션 면에서도 매니악한 시도가 포함되어 있는 것을 알 수 있다.
 타 가수의 커버도 존재해, 《러키☆스타》 제17화의 엔딩에서는 시라이시 미노루가 '아이마이 선샤인 Ver.'으로 불러서, 시라이시 미노루의 남자의 자장가에 수록되었다. 또, 이 곡의 리믹스싱글 《러키☆스타Re-Mix002〜『ラキスタノキワミ、アッー』【してやんよ】〜》에서는 JAM Project가 커버 곡을 불렀다.
かえして!ニーソックス 카에시테!니솟쿠스[*]
(작사：고사키 사토루 작곡 · 편곡：nishi-ken)
 사이토 시게루에 따르면 '타이틀 승부'의, 펑크조의 악곡이다. 또한 제목에 이름을 붙여준 사람이 《러키☆스타》의 애니메이션 프로듀서인 오오바시 나가하루이다. 또, 이 곡의 커버 버전이, OVERDRIVE의 성인 게임 《키라☆키라》의 주제가 싱글의 c/w로 수록되어 《키라☆키라》의 제작에 참여한 milktub의 베스트 앨범 《milktub 15th ANNIVERSARY BEST ALBUM BPM200 ROCK'N'ROLL SHOW》에 이 작품의 가수 네 사람이 게스트 보컬로서 참가하고 작곡을 담당한 nishi-ken이 milktub 자신의 신곡에 작곡·편곡으로 참가하였다.

## 리믹스 버전

### 못테케! 세라후쿠 Re-Mix001〜7 burning Remixers〜
2007년 8월 8일에, 리믹스싱글 《못테케! 세라후쿠 Re-Mix001〜7 burning Remixers〜》가 발매되었다. 외부 아티스트에 의한다7곡이 수록.

#### 개요
2007년 5월 23일에 발매되어 히트를 기록한 《못테케! 세라후쿠》를 리믹스한 곡을 수록한 싱글. MAD와는 다르다, MAD와는!! 탄막이 얇아! 7트랙 집결!'이 본작의 캐치카피가 되었다.
사이토 시게루의 말에 따르면, '팬 여러분이, 자신의 집에서 리믹스를 만드는 시대. 리믹스는 무한한 것이 재미있습니다! 그래서, 본직의 분들에게 마음껏 하도록 하게 해주자!'는 것으로 기획된 것이 이번작품이다. 또한 〈못테케! 세라후쿠〉의 작곡을 담당한 고사키 사토루는, '「원곡이 이미 리믹스적인 성격을 띠고 있으므로, 하기 어려운 것이 아닐까?」 하고 걱정했었지만, 완전히 기우였다.'라고 말했다.
덧붙여 리믹서인 eicheph · baasjack · 무명씨는 각각 별명으로 나와 있지만, 이들은 모두 후쿠자와 히데유키가 가명을 사용한 것으로, 동일 인물이다.
전 7 곡 수록인 싱글로 취급되고 있지만, 실질적으로는 미니 앨범에 가깝다. 덧붙여 가격은 4곡이(두 곡은 인스트루먼탈) 들어있던 전작과 같이 1200엔이 되고 있어 비교적 싼 가격으로 발매되었다.
오리콘주간 차트에서는 첫 등장 3위가 되어, 2작 연속으로 톱 3위를 기록하였다. 《러키☆스타》 관련 CD로서는 오리지널 음반을 뒤잇는 2위의 매상을 기록하였다. 덧붙여 오리콘에서는 일련의 싱글이 모두 높은 매상을 기록한 현상을 '러키☆스타 선풍'이라고 부르며 소개하고 있다. 다만, COUNT DOWN TV에서는 리믹스 음반의 작품은 랭킹 대상에서 벗어나기 때문에 소개되지 않았다(Re-Mix002도 마찬가지).
그리고 가수 네 사람 외에 시라이시 미노루 또한 〈못테케! 세라후쿠【마쓰리 믹스!】〉에 스페셜 게스트로서 출연했다.

#### 수록곡
1. もってけ!セーラーふく【調子こいて玉砕ミックス】(촐싹대다 박살 믹스)
2. もってけ!セーラーふく【メタボ対策Mix】(메타보 대책 Mix)
3. もってけ!セーラーふく【中の人on the floor mix】(성우(中の人) on the floor mix)
4. もってけ!セーラーふく【-うんだかだ〜教の野望-】(-운다카다~교의 야망-)
5. もってけ!セーラーふく【グルコサミっくす】(글루코사믹스)
6. もってけ!セーラーふく【祭みっくす!】(마츠리 믹스!)
7. もってけ!セーラーふく【青春orzミックス】(청춘orz 믹스)

#### 곡해설
もってけ!セーラーふく【調子こいて玉砕ミックス】
（작사：하타 아키　작곡・편곡：고사키 사토루　remix by eicheph）
후카자와 히데유키가 리믹스를 담당.
もってけ!セーラーふく【メタボ対策Mix】
（작사：하타 아키　작곡・편곡：고사키 사토루　remix by 라이토）
라이토가 리믹스를 담당.
もってけ!セーラーふく【中の人on the floor mix】
（작사：하타 아키　작곡・편곡：고사키 사토루　remix by baasjack）
후카자와 히데유키가 리믹스를 담당.
もってけ!セーラーふく【-うんだかだ〜教の野望-】
（작사：하타 아키　작곡・편곡：고사키 사토루　remix by 카야모리 스스무@MOSAIC.WAV）
카야모리 스스무가 리믹스를 담당. 재생 시간이 6분을 넘어 본 작품 중에서 제일 길다.
もってけ!セーラーふく【グルコサミっくす】
（작사：하타 아키　작곡・편곡：고사키 사토루　remix by 무명씨）
후카자와 히데유키가 리믹스를 담당. 원곡의 간주로 가수 넷이 말했던 대사를 BGM에 실은 악곡. 타이틀에 있는 '글루코사민(글루코사미)'는 타카라 미유키의 대사에서의 화제되고 있는 말이다.
もってけ!セーラーふく【祭みっくす!】
（작사：하타 아키　작곡・편곡：고사키 사토루　remix by 코이케 마사야@4-EVER）
고이케 마사야가 리믹스를 담당. 시라이시 미노루가 스페셜 게스트로서 출연하고 '타니구치입니다!'라는 대사로 곡이 시작된다. 덧붙여 '타니구치'란 시라이시 미노루가 성우를 맡은 《스즈미야 하루히의 우울》에 등장하는 캐릭터의 이름으로, 이 곡 외에도 〈사랑의 미노루 전설 -완전판-〉의 가사 등으로 등장하고 있다. 또, 간주에서는 시라이시 미노루가 스탭에게 아직도 '타니구치'라는 이름으로 불리는 것에 대하는 푸념을 불평하고 있다.
もってけ!セーラーふく【青春orzミックス】
（작사：하타 아키　작곡・편곡：고사키 사토루　remix by eicheph）
후카자와 히데유키가 리믹스를 담당. 고사키 사토루가 '취향'으로 들고 있는 곡으로, 원곡 마지막의 음악의 분위기가 가장 좋은 부분의 코러스 가사를 들을 수 있다.

### 러키☆스타Re-Mix002〜『ラキスタノキワミ、アッー』【してやんよ】〜
2007년 12월 26일에, 리믹스싱글 제 2탄 《러키☆스타Re-Mix002〜『ラキスタノキワミ、アッー』【してやんよ】〜》 가 발매되었다. 외부 아티스트에 의한 6곡이 수록되었다. 덧붙여 타이틀은 〈조곡 「러키☆스타 동화」〉의 원재료가 된 니코니코 동화에서 인기를 끈 〈후타에노키와미, 앗!〉(フタエノキワミ、アッー!)과, 〈미쿠미쿠니시테아게루【시테얀요】〉(みっくみくにしてあげる【してやんよ】)의 패러디다.

#### 개요
《못테케! 세라후쿠Re-Mix001 ~7 burning Remixers~》에 잇는 《못테케! 세라후쿠》의 리믹스싱글 제 2탄.
본작에서는 메인 타이틀을 전작까지의 '못테케! 세라후쿠'에서 '러키☆스타'로 변경해 《못테케! 세라후쿠》의 리믹스 버전만의 수록이었던 전작에 비해서, JAM Project가 커버한 〈JAM이 가져갔다! 세일러복〉이나, 《러키☆스타》 관련의 악곡을 모듬곡화 한 〈조곡 「러키☆스타 동화」〉가 '러키☆스타의 모두들' 명의로 수록되는 등, 새로운 시도가 되고 있다. 덧붙여 이 두 곡은 공식 사이트 등에서도 'JAM Project참전! 코우사키 사토루, '모듬곡'으로 종을 나누어라!'라는 캐치로 광고하고 있다.. 또, 가사 카드로 라이너 노트 가 기재되어 있어 이것도 전작까지는 없었던 것이다.
CD의 크레디트 란에서는 전작까지와 같은 표기이지만, 오리콘에서는 전술한 타가수 명의에 의한 2곡이 수록된 영향으로, 가수명이 전작까지의 4사람에 JAM Project, '러키☆스타의 모두들'을 더한 합계 6조로 표기되었다.
덧붙여 〈조곡 「러키☆스타 동화」〉로 〈못테케! 세라후쿠〉의 작곡을 맡은 코우사키 사토루가 처음으로 리믹스싱글의 악곡을 담당했지만, 전작 발매시에 신전은 '만약Re-Mix002가 나온다면, 부디 참전해 보고 싶다'라고 말했는데, 본작으로 그것이 실현된 것이 되었다.
오리콘 주간 차트에서는 첫 등장 5위를 기록. 3작 연속의 톱 3위는 안 되었지만, 데일리 차트의 최고위에서는 3작 중 가장 높은 2위를 기록하고 있어, 2007년 12월 26일 발매의 신작 중에서는 최고의 매상을 기록했다. 또, 2008년 1월 21일첨 부주간 차트에서는 데일리 최고 25위에도 불구하고 주간 6위를 기록하는 드문 추이를 보여 《러키☆스타》 관련CD로서는 최장의 3주 연속 톱 10위(다만, 1 · 2주째는 합산주)를 달성. 그러나, 6위 랭크시의 매상은 6,008매로 매우 적고, 6위의 매상으로서는 역대 최저라고 하는 불명예 기록도 동시에 달성했다.
또, 전작에 이어, 〈못테케! 세라후쿠 EX.Motte[k]remix〉, 〈못테케! 세라후쿠 Bak-Bak-Bakoon!! mix〉에서도 시라이시 미노루가 스페셜 게스트로서 출연했다.

#### 수록곡
1. JAMがもってった!セーラーふく(JAM이 가져갔다! 세일러복)
2. もってけ!セーラーふく EX.Motte[k]remix
3. もってけ!ニーソックス(가져가! 니 삭스)
4. もってけ!セーラーふく Electro 乙女ちっく mix 못테케! 세라후쿠 Electro 오토메틱 mix
5. もってけ!セーラーふく Bak-Bak-Bakoon!! mix
6. 組曲「らき☆すた動画」(조곡 「러키☆스타 동화」)

#### 곡해설
JAMがもってった!セーラーふく
（작사：하타 아키　작곡・편곡：코우사키 사토루　노래：JAM Project）
JAM Project가 〈못테케! 세라후쿠〉를 커버한 노래. 타 가수가 〈못테케! 세라후쿠〉를 커버해 CD화하는 것은 시라이시 미노루의 〈애매 선샤인Ver.〉로서 시라이시 미노루의 남자의 자장가에 수록에 이은 것. 덧붙여 오리콘에서는 본작은 '《러키☆스타Re-Mix002〜『ラキスタノキワミ、アッー』【してやんよ】〜(JAM이 가져갔다! 세일러복)》과 같이 표기되어 이 곡이 실질적인 A면곡으로서 다루어졌다. 또, 음악 프로그램에서 본작이 랭킹에 등장했을 때도 이 곡이 나왔었다.
もってけ!セーラーふく EX.Motte[k]remix
（작사：하타 아키　작곡・편곡：코우사키 사토루　remix by TECHNOBOYS PULCRAFT GREEN-FUND）
TECHNOBOYS PULCRAFT GREEN-FUND가 리믹스를 담당. 에렉트로니커 조로 완성되었다.덧붙여 전작 수록의 〈못테케! 세라후쿠【마츠리믹스!】〉에 이어, 시라이시 미노루가 스페셜 게스트로서 출연하고 있어, 곡중에서 세일러복에 대해 열변을 토로하고 있다.
もってけ!ニーソックス
（작사：하타 아키　작곡・편곡：코우사키 사토루　remix by A-bee）
A-bee가 리믹스를 담당. 〈못테케! 세라후쿠〉와 〈카에시테! 니 삭스〉를 융합시킨 노래. 덧붙여 일련의 리믹스곡 중에서 제목에 '못테케! 세라후쿠'가 관련되지 않는 것은 이 곡뿐이다.
もってけ!セーラーふく Electro 乙女ちっく mix
（작사：하타 아키　작곡・편곡：코우사키 사토루　remix by 나카니시 료스케 a.k.a. r-midwest）
나카니시 료스케가 리믹스를 담당. 뉴레이브의 요소를 도입한, 댄스 뮤직으로 완성되었다.
もってけ!セーラーふく Bak-Bak-Bakoon!! mix
（작사：하타 아키　작곡・편곡：코우사키 사토루　remix by Ryosuke Nakanishi a.k.a. r-midwest）
r-midwest가 리믹스를 담당. 가수 네 사람의 캐릭터송 3번째 트랙들을 리믹스한 내용이며 〈못테케! 세라후쿠 EX.Motte[k]remix〉와 같이 시라이시 미노루가 출연한다.
組曲「らき☆すた動画」
（작사：하타 아키　작곡・편곡：코우사키 사토루、nishi-ken, 시라이시 미노루, 아야하라 케이지, 토모노카츠미, 기쿠타니 토모키, 타시로 토모카즈, 카나이 고스케}}　편곡：코우사키 사토루　노래：러키☆스타의 모두들）
《러키☆스타》 관련의 노래(애니메이션 내의 BGM도 포함한다. 또, 현시점에서 BGM의 곡명이 판명됮 않은 것도 몇 개 있다)를 모듬곡화한 악곡으로, 〈못테케! 세라후쿠〉의 작곡을 맡은 코우사키 사토루가 처음으로 리믹스싱글의 악곡을 담당했다. 재생 시간은 15분을 넘어 이 때문에 전작보다 수록곡이 1곡 적음에도 불구하고 수록 시간은 약 7분이 길어졌다.
덧붙여 곡중에 포함되는 〈나의 분실물 -완전판-〉 〈카오링의 테마 -완전판-〉 〈사랑의 미노루 전설 -완전판-〉은 성우 시라이시 미노루(정확하게는 '시라이시 미노루'명의)가 작사 한 악곡이지만, 왜인지 작사에는 소개되어있지 않다(작곡에는 소개되고 있다).
타이틀에 '동화(동영상'이라는 문자가 붙어 있지만, CD EXTRA등은 사용하고 있지 않고, 곡만의 수록으로, 이러한 타이틀이 된 것은, 코우사키 사토루가 리스펙트의 기분을 담음과 동시에, 불퇴전의 각오와 승리하고 싶다고 하는 구상을 나타내고 싶었기 때문에이다.
곡순은 이하와 같다.
1. もってけ!セーラーふく
노래：이즈미 코나타（히라노 아야）, 히이라기 카가미（카토 에미리）, 히이라기 츠카사（후쿠하라 카오리）, 타카라 미유키（엔도 아야）　첫 출전：《못테케! 세라후쿠》
2. フンフンフン♪だよ、らき☆すた(분분분♪이야 러키☆스타)
애니메이션 내 BGM　첫 출전：DVD 《러키☆스타 1》 특전
3. 寝・逃・げでリセット!(잠・도・피해서 Reset!)
노래：히이라기 츠카사（후쿠하라 카오리）　첫 출전：《캐릭터송 Vol.003 히이라기 츠카사》
4. こすぷれノこころえ(코스프레의 마음가짐)
노래：패트리시아 마틴（사사키 노조미）　첫 출전：《캐릭터송 Vol.008 패트리시아 마틴》
5. ぶっぶぶっぶぶーだね、らき☆すた(훗후훗후후-구나, 러키☆스타)
애니메이션 내 BGM　첫 출전：DVD《러키☆스타 6》 특전
6. コスって!オーマイハニー(코스는! 오 마이 허니)
노래：코나타와 패티（히라노 아야와 사사키 노조미）　첫 출전：《코스는! 오 마이 허니》
7. バンガスター(방가스터)
애니메이션 내 BGM　첫 출전：DVD 《러키☆스타 5》특전
8. 俺の忘れ物 -完全版-(나의 잃어버린 것 -완전판-
노래：시라이시 미노루（시라이시 미노루）　첫 출전：《시라이시 미노루의 남자의 자장가》
9. かおりんのテーマ -完全版-(카오링의 테마 -완전판-)
노래：시라이시 미노루（시라이시 미노루）　첫 출전：《시라이시 미노루의 남자의 자장가》
10. 恋のミノル伝説 -完全版-(사랑의 미노루전설 -완전판-)
노래：시라이시 미노루（시라이시 미노루）　첫 출전：《시라이시 미노루의 남자의 자장가》
11. Gravity
노래：m.o.e.v　첫 출전：DVD 《러키☆스타 3》 특전
12. みにまむテンポ(미니멈 템포)
노래：코바야카와 유타카（하세가와 시즈카）　첫 출전：『캐릭터송 Vol.005 코바야카와 유타카』
13. 幸せ願う彼方から(행복을 바라는 저쪽으로부터, 또는 행복을 바라는 카나타로부터)
노래：이즈미 카나타（시마모토 스미）　첫 출전：『캐릭터송 Vol.011 카나타와 소지로』
14. ゆたかのテーマ(유타카의 테마)
애니메이션 내 BGM　첫 출전：DVD 《러키☆스타 7》 특전
15. どんだけファンファーレ(돈다케 팡파레)
노래：이즈미 코나타（히라노 아야）　첫 출전：『캐릭터송 Vol.001 이즈미 코나타』
16. 三十路岬(삼십 줄 곶)
노래：코가미 아키라（콘노 히로미）　첫 출전：《삼십 줄 곶》
17. こなたのテーマ(코나타의 테마)
애니메이션 내 BGM　첫 출전：DVD 《러키☆스타 1》 특전
18. 曖昧ネットだーりん(애매 넷 달링)
노래：코가미 아키라（콘노 히로미）& 시라이시 미노루（시라이시 미노루）　첫 출전：《애매 넷 달링》
19. も、妄想マシーン。(마, 망상머신.)
노래：타무라 히요리（시미즈 카오리）　첫 출전：《캐릭터송 Vol.007 타무라 히요리》
20. 軽やかだよ、らき☆すた(경쾌해, 러키☆스타)
애니메이션 내 BGM　첫 출전：DVD 《러키☆스타 4》특전
21. 萌え要素ってなんですか?(모에 요소란 무엇입니까?)
노래：타카라 미유키（엔도 아야）　첫 출전：《캐릭터송 Vol.004 타카라 미유키》
22. 悠長戦隊ダラレンジャー(유장전대 다라레인저)
노래：코나타와 패티（히라노 아야와 사사키 노조미）　첫 출전：《코스는! 오 마이 허니》
23. マッシー&マーロー(머쉬 & 멜로)
애니메이션 내 BGM　첫 출전：DVD 《러키☆스타 2》 특전
24. ケンカ予報の時間だよ(싸움 예보의 시간이야)
노래：히이라기 카가미（카토 에미리）　첫 출전：《캐릭터송 Vol.002 히이라기 카가미》
25. 黙っと休み時間(멍하니 보내는 쉬는 시간)
노래：이와사키 미나미（치하라 미노리）　첫 출전：캐릭터송 Vol.006 이와사키 미나미』
26. かえして!ニーソックス
노래：이즈미 코나타（히라노 아야）, 히이라기 카가미（카토 에미리）, 히이라기 츠카사（후쿠하라 카오리）, 타카라 미유키（엔도 아야）　첫 출전：《못테케! 세라후쿠》
27. もってけ!セーラーふく

#### 비고
- 앨범 제목의 경우 니코니코 동화의 고유명사기 때문에 그대로 표기했다.
- 좀 더 자세히 말하면 〈組曲「らき☆すた動画」〉는 니코니코 동화의 《조곡 니코니코 동화(組曲『ニコニコ動画』)》의 영향을 받은 패러디다.
- JAM Project의 참여와 조곡으로 관심을 받았으며 발매즉시 JAM Project의 노래는 니코니코 동화에서 랭킹 1위를 달성했다(조곡의 경우는 랭킹 5위).
- もってけ!セーラーふく Electro 乙女ちっく mix의 경우 '乙女ちっく'의 발음을 이용한 다쟈레(だじゃれ, 일본식 말장난) 형식으로 제목을 붙인 것 같다.

## 같이 보기
- 러키☆스타
- 랩
- 조곡 니코니코 동화